# Красногвардійський район (Бєлгородська область)
Красногвардійський район (рос. Красногвардейский район) — адміністративна одиниця Росії, Бєлгородська область. До складу району входять одне місто і 13 сільських поселень.
Адміністративний центр — місто Бірюч.

## Географія
Красногвардійський район розташований у південній частині Середньоросійської височини, у східній частині Бєлгородської області. Простягається із заходу на схід на 42 км і з півночі на південь на 70 км. Площа району становить 1762,6 км².

## Клімат
Клімат — помірно-континентальний, середньорічна температура повітря становить +6,2 Ос. Абсолютний річний мінімум температури повітря — 38 Ос, літній абсолютний максимум +40 Ос. Тривалість теплого періоду становить 234 дня, а холодного — 131. Довжина вегетаційного періоду становить 195 днів. Середньодобова температура вище +15 Ос, середньорічна кількість опадів 475 мм.

## Водні ресурси
Водні ресурси — це річки, струмки, джерела, болота, ставки, підземні води. Течуть 13 малих річок і 17 струмків, на річках побудовано 13 ставків і водоймищ, є 614 га боліт. Довжина річкової мережі по території району становить 237 км. У районі понад 120 джерел, 55 з них обладнані. Підземні води, що залягають на різних глибинах, широко використаються в народному господарстві. У водоймах, річках, ставках налічується 12 видів риб.

## Історія
Район утворено в 1928 році як Будьонівський район, який входив до складу Острогозького округу Центрально-Чорноземної області. 13 червня 1934 роки після поділу Центрально-Чорноземної області Будьонівський район увійшов до складу Воронезької області.
6 січня 1954 року Будьонівський район входить до складу новоствореної Бєлгородської області. 8 січня 1958 року район було перейменовано на Красногвардійський і центр району село Будьонне - на село Красногвардійське.
1 лютого 1963 проводиться укрупнення адміністративних районів. Красногвардійський і Микитівський райони ліквідуються, з включенням території Красногвардійського р-ну до складу Алексєєвського і Новооскольського районів. У березні 1964 утворено Красногвардійський район в його сучасних межах, за винятком територій Покровської і Успенської сільрад Волоконівського району та села Рамахово Вейделевського району, що виділили у січні 1965 року.

## Адміністративний поділ
- міське поселення місто Бірюч
- Валуйчанське сільське поселення
- Верхньопокровське сільське поселення
- Верхососенське сільське поселення
- Веселовське сільське поселення
- Засосенське сільське поселення
- Калинівське сільське поселення
- Коломицевське сільське поселення
- Лівенське сільське поселення
- Мар'ївське сільське поселення
- Микитівське сільське поселення
- Новохуторне сільське поселення
- Палатовське сільське поселення
- Стрілецьке сільське поселення
- Утянське сільське поселення